# Конрад фон Лютцельхардт
Конрад фон Лютцельхардт (Konrad von Lützelhardt), также иногда называется Конрад фон Лютцен (Konrad von Lützen) (ок. 1145 -  ок. 1197) — маркграф Анконской марки в 1168—1197. 
Министериал императора Фридриха Барбаросса, участник его итальянских походов.
В 1168 году назначен маркграфом Анконской марки. За способность к принятию внезапных решений итальянцы называли его Corrado Mosca in Cervello (Конрад с мухой в мозгу), причём это прозвище присутствует в официальных документах («Comes Conradus Muscecervello»).
В некоторых источниках называется герцогом Сполето.
Участник завоевания Сицилии Штауфенами (1193—1195). С 1195 года граф Молизе.
Последний раз упоминается в 1197 году.
Жена — Мария, из итальянского графского рода. Сыновья — Конрад Младший и Агинольф.